# Skepticisme
Skepticisme er en intellektuel tilgang, der indebærer tvivl, kritisk vurdering og undersøgelse af påstande og overbevisninger, før man accepterer dem som sande eller gyldige. Skeptikere søger normalt beviser, logik eller rationale som grundlag for at acceptere eller afvise påstande. Dette koncept kan anvendes inden for forskellige områder, herunder videnskab, filosofi, religion og dagligdagssituationer.
Skepticisme er en integreret del af den moderne videnskabelige tankegang. Videnskab bygger på grundlæggende principper, der er dybt forankret i skepticisme. Videnskabelig tankegang involverer således en konstant tvivl og kritisk vurdering af påstande, teorier og resultater. Forskere søger at udfordre og teste hypoteser for at sikre, at de står op imod skeptisk undersøgelse.
Det er vigtigt at bemærke, at skeptikere ikke nødvendigvis afviser alle påstande eller tror, at intet er sandt. Skepticismen indebærer snarere en forsigtig og nøje vurdering af påstande baseret på tilgængelige beviser og fornuftige overvejelser.

## Begreb og historie
Ordet skepticisme (af græsk σκεπτικός (skeptikós), afledt af verbet σκέπτομαι (sképtomai): skue, se sig om, overveje, betænke, undersøge etc.) betyder skepsis, og er en metode eller retning inden for videnskab og filosofi.
Skepticismen som filosofisk tilgang har rødder, der går tilbage til antikken. Der er to hovedformer for antik skepticisme: Pyrrhonisk skepticisme og akademisk skepticisme:
Pyrrhonisk skepticisme blev grundlagt af den græske filosof Pyrrhon, der levede fra 365 til 272 Fvt  For ham var filosofien en slags levepraksis. Han udviklede en tilgang, hvor tvivl og suspension af dom er centrale elementer. Han hævdede, at det er umuligt at opnå vished om sandheden.
Akademisk skepticisme blev dyrket af Akademikerne, en filosofisk skole grundlagt af Platon. Karneades, en fremtrædende akademisk skeptiker, udfordrede ideen om, at vished kan opnås. Han hævdede, at selvom man ikke kan opnå absolut vished, kan man stadig udvikle sandsynlige opfattelser baseret på sandsynlighed og fornuft.
Skepticismen udviklede sig yderligere i løbet af historien og havde perioder med opblomstring og nedgang. Renæssancen og oplysningstiden bidrog til at revitalisere interessen for skepticisme ved at fremhæve behovet for kritisk tænkning og udfordre autoriteternes ubetingede magt.
Moderne skepticisme, især inden for videnskabelig metode, fortsætter med at bygge på disse historiske rødder. Skeptikere i dag fokuserer på kritisk vurdering af påstande, krav og evidensbaseret tænkning. De søger at undgå dogmatisme og anerkender betydningen af konstant at stille spørgsmål og søge beviser, samtidig med at de accepterer, at fuldstændig vished kan være vanskelig eller umulig at opnå.

## Nøgleaspekter i moderne skepticisme
Her er nogle nøgleaspekter af moderne rationel skepticisme:
1. Åbenhed for beviser: Skeptikere er åbne for at ændre deres synspunkter baseret på tilgængelige beviser[14]. De anerkender, at viden kan udvikle sig, og at nye opdagelser eller informationer kan påvirke ens opfattelse af verden.
2. Kritisk tankegang: Skeptikere udvikler en kritisk tankegang, hvor de stiller spørgsmål og evaluerer påstande baseret på deres styrke, logik og konsistens[15]. De undgår at acceptere noget uden en rimelig grund.
3. Krav til bevisbyrde: Skeptikere lægger ofte bevisbyrden på dem, der fremsætter påstande[16]. Det betyder, at det ikke er op til skeptikeren at bevise, at en påstand er forkert, men snarere at dem, der fremsætter påstanden, at præsentere overbevisende beviser.
4. Undersøgelse af Pseudo-videnskab: Skepticisme kan rettes mod pseudo-videnskab, overtro og ikke-verificerbare påstande[17]. Skeptikere forsøger at adskille videnskabelige metoder og pålidelige informationer fra ubegrundede påstande.
5. Anvendelse i videnskaben: Skeptisk tankegang er en vigtig del af videnskabelig metode. Forskere undersøger hypoteser, udfører eksperimenter og evaluerer resultaterne kritisk for at opnå nøjagtig og pålidelig viden[15][18].

## Andre forhold
Skepticisme kan konkret betyde skepsis over for bestemte ideer og dogmer. Skepticisme er ikke nødvendigvis en afvisning af tro eller spirituelle overbevisninger, men snarere en metodisk tilgang til undersøgelse og vurdering af påstande.
Skepticisme kan også betyde tvivlen som metode og som middel til at nå en videnskabelig sandhed eller til at tænke ud over fordomme, altså at have et åbent sind på et område, hvor man søger at nå ny videnskabelig erkendelse. Skepticisme kan således ses som en sund indstilling, både for forsker og for lægmand.
Teoretisk skepticisme er en erkendelsesteoretisk retning, der anser sikker erkendelse for umulig. På den ene side findes der argumenter imod muligheden af enhver viden, som fx Agrippas trilemma. På den anden side findes kartesiansk skepticisme, hvor det er empirisk viden (erkendelse om den ydre verden), der anses for umulig. Disse argumenter er intuitivt appellerende for de fleste mennesker.
I de senere år er ordet skeptiker blevet taget i anvendelse af fornægtere af forskellige videnskabelige resultater, eksempelvis vaccinationsfornægtere og klimafornægtere . Denne anvendelse får Center for Inquiry til at fremhæve at forskellen er væsentlig, da en skeptiker ikke er dogmatisk afvisende over for beviser for en given påstand .